# Darangelys Yantín
Darangelys Yantín (ur. 8 lipca 1985) – portorykańska siatkarka, gra jako przyjmująca. 
Obecnie występuje w drużynie Pinkin de Corozal.